# Chiesa dell'Immacolata Concezione (Baku)
La chiesa dell'Immacolata Concezione (in azero: Bakirə Məryəmin Məsum Hamiləliyi şərəfinə kilsə, in russo: Храм Непорочного Зачатия Пресвятой Девы Марии) è una chiesa cattolica situata a Baku, capitale dell'Azerbaigian.
L'edificio originale è stato in attività dal 1915 al 1931, anno in cui fu abbattuto per ordine del governo dell'Unione Sovietica.

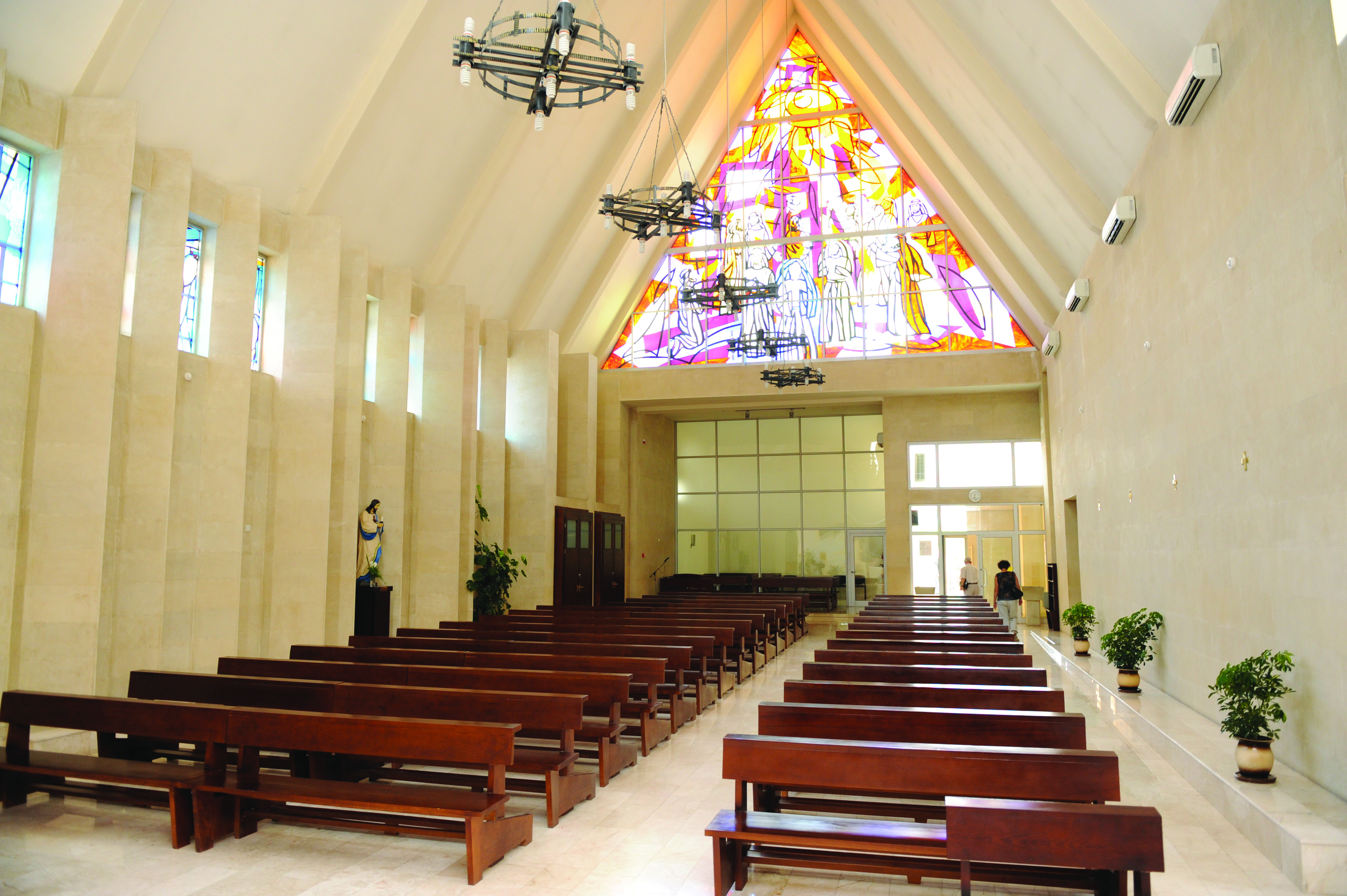
L'interno della chiesa

Nel 2006 è stata costruita una nuova chiesa con lo stesso nome ma in un punto diverso di Baku. Il 29 aprile del 2007 la nuova chiesa è stata consacrata dal nunzio apostolico in Georgia monsignor Claudio Gugerotti.

## La chiesa vecchia
La comunità cattolica di Baku fu raggruppata in una parrocchia nel 1882, distaccandosi dalla parrocchia di Tetritsq'aro.
La chiesa, lunga cinquanta metri, fu costruita come luogo di preghiera per la comunità polacca allora residente a Baku. Il permesso per la costruzione della chiesa fu concesso nel 1894 ma, per mancanza di fondi, fu solo nel 1909 che si pose la prima pietra grazie a donazioni spontanee da parte delle famiglie appartenenti alla comunità.
L'ingegnere civile Józef Płoszko e il costruttore Haji Gasimov furono incaricati del progetto. La chiesa fu costruita in stile neogotico.
A causa della politica fortemente secolarista dell'Unione Sovietica, la chiesa fu fatta abbattere nel 1931. Nel 1937 il parroco Stefan Demurov fu internato in un campo di lavoro forzato, dove morì circa un anno dopo.

## La chiesa nuova
Nel 1997 la comunità cattolica di Baku si ricostituì e, in seguito alla visita in Azerbaigian di papa Giovanni Paolo II nel 2002, ottenne il terreno per la costruzione di una nuova chiesa.
La nuova chiesa dell'Immacolata Concezione fu costruita nel 2006 in stile moderno con elementi neogotici in un luogo differente di Baku, su progetto dell'architetto italiano Paolo Ruggiero in collaborazione con lo Studio fgp di Napoli. La nuova campana fu donata dall'allora presidente della Polonia Lech Kaczyński.
Il 29 aprile 2007 il nunzio apostolico in Georgia Claudio Gugerotti ha officiato il rito di consacrazione della chiesa.